# Joaquim Bassegoda i Amigó

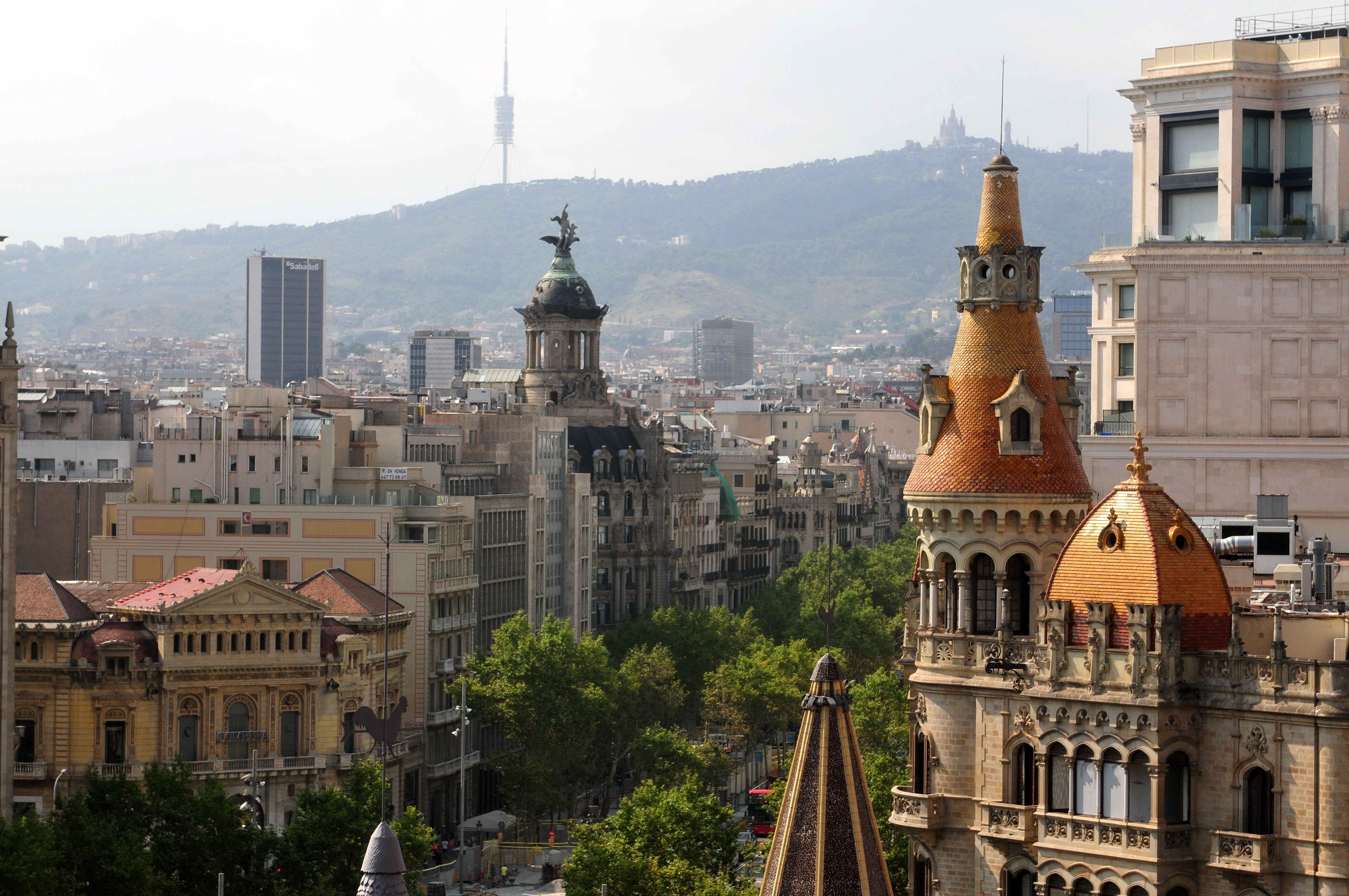
Cases Rocamora

Joaquim Bassegoda i Amigó   (la Bisbal d'Empordà, 16 de setembre de 1854 - Barcelona, 13 d'agost de 1938) va ser un arquitecte i historiador de l'arquitectura català.

## Biografia
Era fill de Bonaventura Bassegoda i Mateu (1817-1908), paleta de professió, i germà del també arquitecte Bonaventura Bassegoda i Amigó, amb el qual va treballar associat, Ramon-Enric i Josepa. Es va titular el 1878 i va ser catedràtic de l'Escola Tècnica Superior d'Arquitectura de Barcelona, que va dirigir entre 1922 i 1924.

## Obres
- 1880: Cases Joaquima Guardiola al carrer de l'Esquirol, 1-5 de Barcelona.[4]
- 1891-1892: Casa Bosch i Alsina a la plaça de Catalunya, 8 de Barcelona, juntament amb el seu germà i el seu oncle Pere Bassegoda i Mateu.[5]
- 1907-1908: Casa Berenguer al carrer de la Diputació, 246 de Barcelona, juntament amb el seu germà.[6]
- 1914-1920: Cases Rocamora al passeig de Gràcia, 6-14 de Barcelona.[7]
- 1920: Casa Juncosa al passeig de Barcelona, 8 d'Olot.[8]

## Concepció de l'arquitectura gòtica
Ambdós germans Bassegoda van fer sengles conferències en què manifestaren obertament què significava per ells l'estil gòtic en el qual s'inspiraven per edificar les seves construccions modernistes: El 1887 el germà gran, Joaquim, feu la seva primera conferència «La catedral de Girona» exposant una primerenca idea sobre l'arquitectura gòtica del país. Aquesta fou ampliada pel germà petit, Bonaventura, el 1896 en una segona conferència «L'arquitectura gòtica a Catalunya». Ambdós assaigs desenvoluparen d'una manera més tècnica i analítica la proposta romàntica esbossada per Pau Milà i Fontanals i Pau Piferrer i Fàbregas uns anys abans, i provant-la amb base a l'arqueologia positivista francesa.
En resum, encimbellaven el romànic com l'art nacional català, qualificant com a genuïnes fins i tot les obres de transició, i reafirmaven la tesi que el gòtic s'havia implantat sobtadament al Llenguadoc (i per tant a Catalunya) arran de la croada contra els càtars. El nostre gòtic, però, molt diferent del francès, creien que s'havia adaptat al país mantenint certes característiques essencials de l'estil anterior. Aquest argument, ja reivindicat per Piferrer, era clarament influït per les tesis romàntico-positivistes de Víctor Hugo i de l'arxiarquitecte Viollet-le-Duc: els quals veien el gòtic com un art laic, i en canvi beneïen el romànic (i la seva continuïtat) en entendre'l com la ortodòxia catòlica.